# Civiasco
Civiasco (piemontiul: Civiasch) település Olaszországban, Vercelli megyében. Lakosainak száma 226 fő (2023. január 1.). Civiasco Arola, Cesara, Madonna del Sasso és Varallo Sesia községekkel határos.

## Népesség
A település népességének változása:
| Lakosok száma | 258  | 249  | 226  |
|               | 2017 | 2018 | 2023 |